# LarvalBase
LarvalBase és una base de dades global en línia d'informació sobre ous, larves i alevins de peix. Inclou dades detallades sobre la identificació de peixos molt joves i la cria d'espècies de peixos importants per a la pesca i l'aqüicultura.
El juliol de 2011, va incloure descripcions de 2.228 espècies, 4.229 imatges i referències a 4.513 obres de la literatura científica.
La base de dades està sota la supervisió de Bernd Überschaer a l'Institut Leibniz de Ciències del Mar (GEOMAR) a Kiel, Alemanya.

## Contingut
LarvalBase és una branca i segueix el mateix format que FishBase, una completa base de dades en línia sobre peixos. Mentre que FishBase és una base de dades sobre peixos adults, LarvalBase és una base de dades sobre les etapes juvenils dels peixos. Els peixos juvenils sovint s'alimenten de manera diferent i ocupen hàbitats diferents que els adults. LarvalBase complementa FishBase proporcionant informació sobre aquestes primeres etapes de la vida.
LarvalBase pretén incloure totes les dades clau sobre les larves de peixos, posant èmfasi en l'estandardització de les dades, facilitant l'extracció i combinació de dades amb altres dades i oferint potents eines de presentació. Es basa en les fonts primàries tradicionals que es troben en articles, llibres i informes, literatura grisa i dades inèdites però fiables de fonts com ara els aqüícultors en exercici. Les dades inclouen informació com ara claus d'identificació, morfometria, reproductors, comportament de posta d'ous i viver, preses i depredadors, i estadis i taxes de creixement. També inclou informació d'interès específic per als aqüícultors, com el temps que triga l'ou a eclosionar, diagrames que representen els canvis en l'anatomia en diferents estadis larvaris, anàlisi de dietes larvàries i tècniques per a la cria d'alevins de peix.

## Origen
Pot ser difícil per als científics i gestors de la pesca, l'aqüicultura i els criadors obtenir la informació que necessiten sobre les espècies que els afecten, perquè els fets rellevants es poden dispersar i amagar en nombrosos articles de revistes, informes, butlletins i altres fonts. Pot ser especialment difícil per a les persones dels països en desenvolupament que necessiten aquesta informació. Una resposta a aquesta situació és consolidar tota la informació disponible, extreta de les fonts globals, en una base de dades de fàcil accés. La base de dades serà especialment útil si les dades també s'han estandarditzat i validat.
Va ser amb aquestes consideracions que el projecte FishBase va néixer l'any 1988. FishBase és ara la base de dades principal del món sobre peixos amb més de 30 milions de visites al mes.
Tanmateix, FishBase no inclou informació detallada sobre ous de peix i peixos juvenils. L'any 1998 es va posar en marxa el projecte LarvalBase per posar-hi remei.